# Рампарт (Аляска)
Рампарт (англ. Rampart, коюкон: Dleł Taaneets) — статистически обособленная местность в зоне переписи населения Юкон-Коюкук, штат Аляска, США.

## История
В 1950-е годы существовал крупный гидротехнический проект по строительству в 50 км к юго-западу от Рампарта плотины. Если бы проект был реализован, то водохранилище созданное после строительства плотины было бы сопоставимо по размерам с озером Эри, став таким образом крупнейшим в мире водохранилищем. Из-за многочисленных протестов от проекта пришлось отказаться.

## География
По данным Бюро переписи населения США площадь населённого пункта составляет 437,2 км², из них суша составляет 437,2 км², а водные поверхности — 0 км². Расположен на южном берегу реки Юкон, в 121 км выше места впадения в неё реки Танана и примерно в 161 км к северо-западу от Фэрбанкса. К востоку от Рампарта протекает небольшая река Минук-Крик (длина — около 40 км).

## Население
По данным переписи 2000 года население статистически обособленной местности составляло 45 человек. Расовый состав: коренные американцы — 88,89 %; белые — 6,67 %; представители других рас — 2,22 %; представители двух и более рас — 2,22 %. Доля лиц в возрасте младше 18 лет — 28,9 %; лиц старше 65 лет — 8,9 %. Средний возраст населения — 34 года. На каждые 100 женщин приходится 114,3 мужчин; на каждые 100 женщин в возрасте старше 18 лет — 113,3 мужчин.
Из 20 домашних хозяйств в 40 % — воспитывали детей в возрасте до 18 лет, 30 % представляли собой совместно проживающие супружеские пары, 20 % — женщины без мужей, 50 % не имели семьи. 35 % от общего числа хозяйств на момент переписи жили самостоятельно, при этом 15 % составили одинокие пожилые люди в возрасте 65 лет и старше. В среднем домашнее хозяйство ведут 2,25 человек, а средний размер семьи — 2,90 человек.
Средний доход на совместное хозяйство — $22 813; средний доход на семью — $23 438.